# ピエール＝アンドレ・タギエフ
ピエール＝アンドレ・タギエフ（Pierre-André Taguieff、1946年8月4日 - ）は、フランスの社会学者、政治学者、思想史家。フランス国立科学研究センター名誉研究ディレクター。専門は極右、極左、人種問題、ナショナリズムなど。東欧系だがユダヤ人ではない。

## 経歴
パリ生まれ。ロシア人の父とポーランド人の母の間に生まれ、幼い頃からユダヤ文化、特に音楽に親しむ。
1960年代にナンテール大学（パリ第10大学）で哲学と言語学を学ぶ。当時、彼はルネ・ヴィエネの国際状況主義連盟に近い極左活動家であり、ジャズピアニストとしても活躍した。この間、リオタール、レヴィナス、ポール・リクール、デュフレンヌ（Mikel Dufrenne）の講座を通して現象学に触れ、その後、ドゥルーズやニーチェに傾倒し、それがタギエフの初期の研究の基礎となった。タギエフは哲学者・記号学者のルイ・マランの仲介で、グレマス（Algirdas Julien Greimas）に師事し、言語学と記号学を研究した。
1970年代には、MRAP（Mouvement contre le racisme, l'antisémitisme et pour la paix）、LICRA（Ligue internationale contre le racisme et l'antisémitisme）、LDH（Ligue des droits de l'Homme）などの反レイシズム政治団体で活動した。1972年にリセ哲学科教員、続けて師範学校（教育大学）教員となる。1970年代末から新右翼の研究を始め、新右翼の指導者であるアラン・ド・ブノワ（Alain de Benoist）の経歴に関心を寄せ始める。1978年から1984年まで、パリ第7大学一般心理学講師。1980年からフォントネー＝サン＝クルー高等師範学校（École normale supérieure de Fontenay-Saint-Cloud）でレキシコメトリー（Lexicométrie）・政治文献研究室に所属し、1984年にフランス国立科学研究センター（CNRS）研究員に着任した。また、国際哲学コレージュで教鞭を執っている。新右翼や国民戦線に関するタギエフの先駆的論文は、多くの雑誌に掲載された。
1985年からは、社会学者・歴史家のエミール・プーラ（Émile Poulat）らとともに、歴史家ヴィクトル・グエン（Victor Nguyen）が設立した「ポリティカ・エルメティカ（Politica hermetica）」の編集委員を務める。1988年に出版されたタギエフの最初の「非軍事的」な作品である『偏見の力（La Force du préjugé）』は、レイシズムについてその反対語（反人種主義）と共に考え、よりよく戦うために反レイシズムに対する批判を提起しようとしたものであった。『偏見の力』はより繊細なニュアンスの概念を用いてレイシズムの概念を再考すると、新しい結果が得られるとの内容で、反レイシズムの抱える問題や反レイシズムの基礎を成す要素に関する考察の嚆矢となった。また、この間、タギエフは、キメ社から出版された『Histoire des idées, théorie politique et recherches en sciences sociales』や『Argumentation, Sciences du langage』を監修した。
1989年、ジャン＝クリストフ・カンバデリス（Jean-Christophe Cambadélis）は、タギエフの分析に影響を受け「ナショナル・ポピュリズム反対宣言」（ナショナル・ポピュリズムとは、イタリア系アルゼンチン人の社会学者ジーノ・ジェルマーニ（Gino Germani）が導入し、タギエフが国民戦線を指すために普及させた表現）を発表した。同時に、政治団体SOS Racismeから、フランスにおける反ユダヤ主義的活動の特定と分析を目的とする反ユダヤ主義観測所のディレクターに任命された。1991年には、人種差別や外国人排斥との戦いに関する人権に関する国家諮問委員会の年次報告書の公式アナリストとなった。同時に、ベルク・インターナショナル社から出版されている選集「政治思想・社会科学（Pensée politique et sciences sociales」のディレクターに就任した。
1994年から1995年まで、ブリュッセル自由大学ペレルマン法哲学センターでカイム・ペレルマン講座を担当した。その後、社会科学高等研究院、パリ政治学院で教鞭を執る。1999年、共和派シンクタンク・三月二日財団（Fondation du 2-Mars、旧マルク・ブロック財団）を創設者の一人として創設し、2001年から2003年まで同財団の理事長を務めた。また、ジャン＝ピエール・シュヴェーヌマンの政治顧問に就任したが、2003年には距離を置き始める。
2002年、「リヨン第3大学における人種差別とホロコースト否定に関する委員会」（文部大臣ジャック・ラングが創設、歴史家アンリ・ルッソ（Henry Rousso）が指揮）の専門家の一人である。この委員会の設置目的は、リヨン第3大学で起こった学生や教授による否認主義（歴史修正主義）的とされる事件や舌禍の調査であったが、タギエフは告発された教授の一人を支持する嘆願書に過去に署名しており、またSOS Racismeが独自の「反ユダヤ主義観察所」（前述）を作る際にタギエフの専門知識を利用していたため、タギエフの起用は特に作家の左派のディディエ・デニンクス（Didier Daeninckx）から批判された。
2004年3月18日、タギエフはフランスの公立校における反ユダヤ主義に関する公式報告書の作成を、リュック・フェリーとジャン＝ルイ・ボルローの両大臣に依頼された。また、CRIF（Conseil représentatif des institutions juives de France）顧問やACPRO（Association citoyenne pour le Proche-Orient）会員となり、Alain Finkielkraut、Jacques Julliard、Bernard Kouchner、ジャーナリストのGhaleb Bencheikh、映画監督のElie Chouraquiなどの知識人や芸術家と「反白人の暴利を貪ること」を訴え、賛否両論となっている署名活動を行った。

左翼と右翼を批判し、自らも両陣営の代表者から批判されているタギエフは、世界改善論（メリオリズム）を擁護し、次のような言葉でその理由を表現している。
« La démocratie libérale n'est certes pas parfaite, mais elle est perfectible, elle est même le seul système politique à l'être. Elle doit être défendue parce qu'elle est le seul type d'organisation politique garantissant aux individus leur liberté d'agir et de penser »

「自由民主主義=リベラル・デモクラシーは確かに完全ではないが、しかし、完璧たりえる唯一の政治システムであるとさえ言える。個人の行動と思考の自由を保証する唯一の政治的組織であるからこそ、擁護されなければならない」
彼の著書『進歩の意味（Sens du progrès）』（2004年）の結論部で示されているこの世界改善論、あるいはよりパラドキシカルに表現すれば批判的保守主義のイデオロギーは、彼の考えとは非常にかけ離れているカトリック伝統主義のケベックの保守系雑誌『エガーズ（Égards）』で展開されている主張と符合している。しかし、タギエフは（否認主義のような特定の場合を除き）常に「対話」の方針を支持しており、『エレマン（Éléments）』や『クリシス（Krisis）』といった新右翼雑誌に発表した論文で批判を浴びた過去がある以上、これは驚くには当たらないと言える。